# Врх (Бузет)
Врх (итал. Vetta) је насељено место у континенталном делу Истарске жупаније у Републици Хрватској. Административно је у саставу Града Бузета.

## Положај
Врх је мали истарски градић који се сместио се на врху брда северно од језера Бутонига. Овакав положај омогућава да се са врха звoника месне цркве види више од 130 градова, градића, села и цркава на истарском полуострву. Врховштина броји 17 села у којима живи око 700 становника. Само место има 40 кућа смештених око жупне цркве Узнесења Маријина из 1231. године.
Други стари архитектонски споменик Врха је капела Св. Антуна опата, подигнута у 15. веку, обновљена 1894. године уз прилазни пут јужно од насеља. На капелици је видљива камена плоча с глагољским натписом на које се налази годиња градње, име градитеља, жупника и лаичких управника црквене имовине......

## Становништво
Према задњем попису становништва из 2001. године у насељу Врх живело је 117 становника који су живели у 31 породичном домаћинству.
Кретање броја становника по пописима 1857—2001.
| година пописа  | 1857. | 1869. | 1880. | 1890. | 1900. | 1910. | 1921. | 1931. | 1948. | 1953. | 1961. | 1971. | 1981. | 1991. | 2001. |
| бр. становника | 127   | 138   | 175   | 205   | 225   | 231   | 1.100 | 722   | 152   | 151   | 134   | 89    | 128   | 137   | 117   |

Напомена: У 1921. и 1931. садржи податке за насеља Барушићи, Кларићи, Медвеје, Паладини и Шћулци те део података за насеље Сењ, а у 1921. садржи податке за насеља Марченегла и Негнар. 

## Занимљивости
У 17. веку се из Карније у Врх доселила породица ди Пијери, која је живела од тесарског заната.
Бастијано ди Пијери није био «заљубљеник» у тесарски занат, па је половином 1668. године са неки дошљаком из Трента (не наводи се његово име) у сипиној кости направили одливак, растопивши калај и олово и почели правити фалсификоване гросете (петина тадашње лире).
Гросето је иначе био од сребра, али су лажни гросето направили прилично добро, јер га ни свештеник којем су их с поносом показали није препознао. Свештеник их је ипак пријавио рашпорском капетану, тако да лажне гросете нису никад стављени у оптицај. Након пријаве Бастијано ди Пијери и његов «сарадник» одлазе из Врха, а лажни гросето из 17. века чува се и данас у архивима Млетачке републике, заједно са свештениковом пријавом рашпортском капетану.